# Gilbert Diendéré

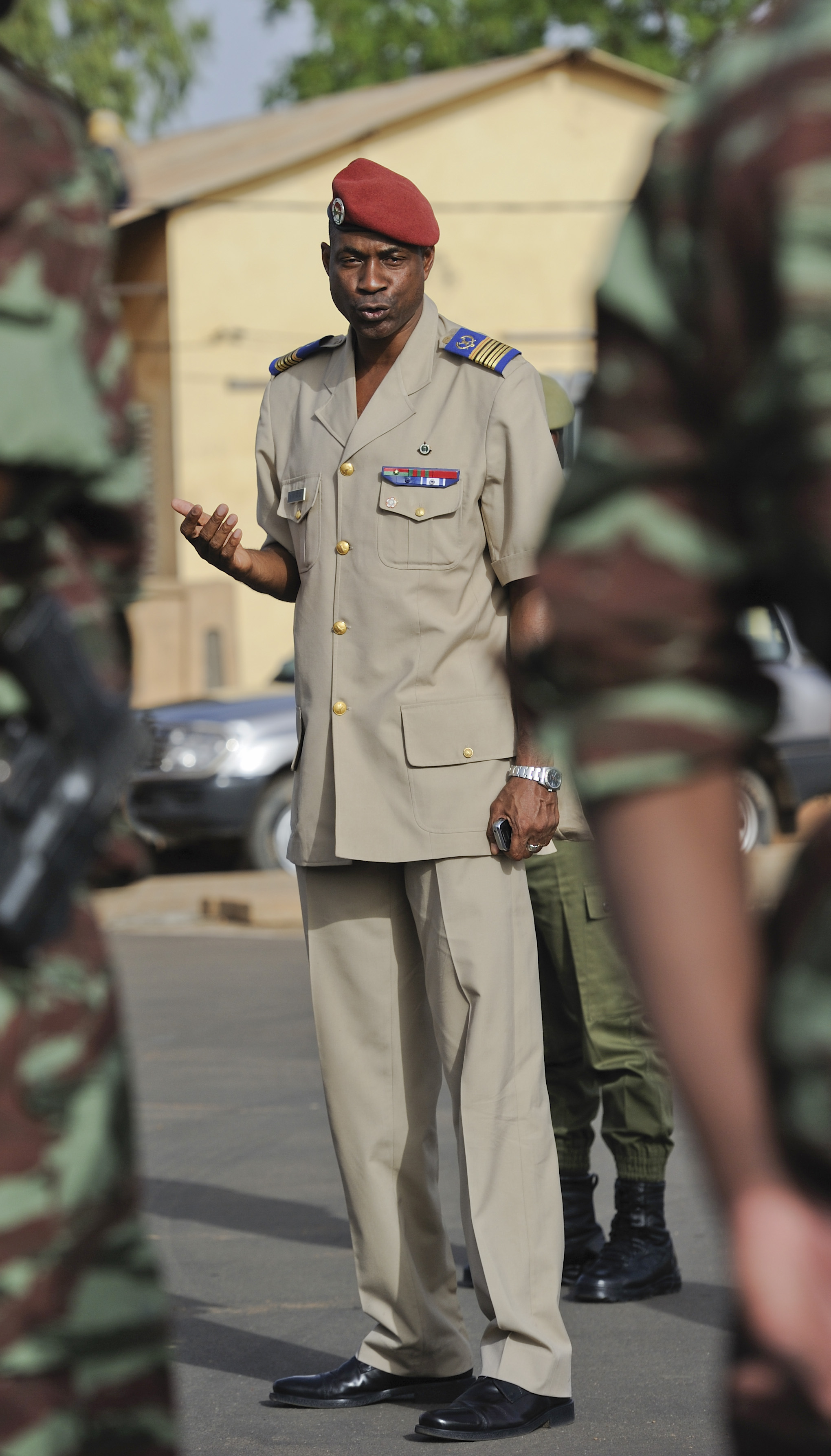
Gilbert Diendéré, Mai 2010

Gilbert Diendéré (* 1960 oder 1961) ist ein burkinischer General des Militärs von Burkina Faso. Er war über viele Jahre höchster Vertrauter von Blaise Compaoré in seiner Zeit als Staatschef des Landes von 1987 bis 2014. Er war auch Chef der Präsidentengarde (Régiment de sécurité présidentielle, RSP).
Am 17. September 2015 wurde er von einer Junta zum Staatschef Burkinas ausgerufen, nachdem er einen Tag zuvor am 16. September 2015 die Inhaftierung von Präsident Michel Kafando und Ministerpräsident Isaac Zida ausführen ließ. Am 17. September wurde Diendéré als Vorsitzender des Nationalen Rates für Demokratie (Président du Conseil national de la démocratie), der neuen Militärjunta ernannt.
Am 24. September 2015 kehrten Kafando und Zida in ihre Ämter zurück, was das Ende des Putsches bedeutet. Diendéré entschuldigte sich für den Putsch, der in der burkinischen Hauptstadt zu zehn Todesopfern geführt hatte. Zu jenen Loyalisten, die den Putschversuch Diendérés vereitelten, gehörte u. a. der spätere Militärmachthaber Paul-Henri Sandaogo Damiba. Diendéré bekräftigte, vor einem eventuellen Gerichtsverfahren zu seiner Rolle und Verantwortung während des Putsches stehen zu wollen.
Er wurde wegen seiner Rolle bei dem gescheiterten Putsch in Haft genommen und musste sich auch wegen Verwicklung am Tod von Thomas Sankara am 15. Oktober 1987 verantworten. Am 6. April 2022 wurde Diendéré zu einer lebenslangen Haftstrafe verurteilt.